# المومسية
المومسية أو الغسانية قرية مدمرة في محافظة القنيطرة تقع على السفح الجنوبي لتله الغسانية. مرتفعة عن سطح البحر حوالي 690م. وتبعد جنوباً عن مدينة القنيطرة حوالي 5 كم. سكنتها قبائل عربية عريقة من قبيلة بنو غسان في فترة الحكم البيزنطي وأطلقوا على البلدة اسم الغسانية تيمناً باسم القبيلة. في حوالي عام 1878م بحسب المستشرق الألماني «غوتلب شومخر» سكنها 330 شخص من قبيلة الأباظة الشركسية وبنوا حوالي 82 مزرعة حول القرية. تعرضت القرية إلى وباء أدى إلى موت وهجرة غالبية سكانها، وبقيت مهجورة حتى عام 1913م حيث أعيد بنائها من جديد شرقي المزارع التي بناها الأجداد قبل تفشي الوباء في القرية وسميت باسم المومسية .وقد تمكن سكانها من تحويل أراضيها إلى مساحات زراعية منتجة. وتشكلت من شبابهم قوة من الفرسان تولّت فرض الأمن وحماية خط الحديد الحجازي استمرت هجرات الشراكسة إلى القرية وإلى منطقة الجولان حتى الثلاثينات من القرن العشرين، كما لجأت عدة عائلات شركسية من فلسطين إلى القنيطرة عام 1948م بعد نكبة الشعب الفلسطيني.
وُجِدت في القرية بقايا حجارة منحوتة استخدمت أكثر من مرة، كما وجدت أعمدة مزخرفة في المسجد الوحيد في القرية، وتشتهر القرية بأشجارها التي تتنوع مابين السنديان، والبلوط، والسماق، والزعرور. عدد سكانها 393 نسمة بينهم 303 شركس و 90 تركمان. وفي إحصاء عام 1966م بلغ عدد سكانها 480 نسمة. وفي حزيران 1967م طردت إسرائيل أبناء القرية من منازلهم بالقوة ودمرت قواتها العسكرية كامل منازل القرية وسوتها المجنزرات والجرافات الإسرائيلية بالأرض. حاولت القوات السورية إحكام سيطرتها على القرية خلال حرب تشرين عام 1973م، دخلتها القوات السورية (الفرقة 43) وجرت معركة دبابات عنيفة مع القوات الإسرائيلية بين ليلة السابع والثامن من تشرين الأول